# Římskokatolická farnost Valeč u Hrotovic
Římskokatolická farnost Valeč u Hrotovic je územní společenství římských katolíků s farním kostelem Povýšení sv. Kříže v třebíčském děkanství.

## Území farnosti
- Valeč s kostelem Povýšení sv. Kříže
- Chroustov (Třebenice) s kaplí Narození Panny Marie
- Dolní Vilémovice s kaplí sv. Floriána
- Plešice s kaplí Panny Marie Bolestné
- Třebenice s kaplí sv. Cyrila a Metoděje

## Historie farnosti
První písemná zmínka o obci pochází z konce 13. století.

## Duchovní správci
Od 1. října 2010 zde byl farářem R. D. Petr Holý. Toho od 1. srpna 2016 nahradil administrátor R. D. Mgr. Michal Seknička. Ten se stal od 1. srpna 2020 farářem.
K 1. srpnu 2021 převzal farnost Valeč R. D. Štěpán Trčka.

## Bohoslužby
| Kostel             | Místo            | Bohoslužba (den)          | Hodina                                                          | Poznámka     |
| ------------------ | ---------------- | ------------------------- | --------------------------------------------------------------- | ------------ |
| Povýšení sv. Kříže | Valeč u Hrotovic | neděle úterý středa pátek | 8.00 17.00 v zimě, 18.00 v létě 8.00 17.00 v zimě, 18.00 v létě | farní kostel |
| svatého Floriána   | Dolní Vilémovice | sobota (čtvrtá v měsíci)  | 17.00 (zima), 18.00 (léto)                                      | kaple        |

## Aktivity ve farnosti
Den vzájemných modliteb farností za bohoslovce a bohoslovců za farnosti brněnské diecéze i Adorační den připadá na 6. února.
Ve farnosti se každoročně koná tříkrálová sbírka. V roce 2016 se při sbírce vybralo ve Valči 21 321 korun, v Dolních Vilémovicích 14 250 korun. 

## Kněží pocházející z farnosti
Ve Valči měl v roce 1994 primici P. Marek Dunda, současný moderátor farní týmu FATYM. Sloužena byla pod širým nebem, na poli, které patří jeho příbuzným.